# Пол Томас Андерсън
Пол Томас Андерсън (на английски: Paul Thomas Anderson) е американски режисьор, сценарист и продуцент, номиниран за „Сезар“, пет награди на БАФТА, шест награди „Оскар“ и седем награди „Сателит“. Известни филми режисирани от него са „Буги нощи“, „Магнолия“, „Ще се лее кръв“, „Учителят“ и други.

## Биография
Роден е на 26 юни 1970 г. в квартал Студио сити в Лос Анджелис. Започва да се занимава с кино от ранна възраст и получава широка известност с филма „Буги нощи“ („Boogie Nights“, 1997), последван от други успешни продукции, като „Магнолия“ („Magnolia“, 1999) и „Ще се лее кръв“ („There Will Be Blood“, 2007). За „Буги нощи“ и „Магнолия“ е номиниран за награда „Оскар“ за оригинален сценарий, а за „Ще се лее кръв“ – за „Оскар“ за режисура и за адаптиран сценарий.

## Филмография
| Година | Филм                     | Оригинално заглавие      | Бележки |
| ------ | ------------------------ | ------------------------ | ------- |
| 1996   | Сидни                    | Hard Eight               |         |
| 1997   | Буги нощи                | Boogie Nights            |         |
| 1999   | Магнолия                 | Magnolia                 |         |
| 2002   | Гроги от любов           | Punch-Drunk Love         |         |
| 2007   | Ще се лее кръв           | There Will Be Blood      |         |
| 2012   | Учителят                 | The Master               |         |
| 2014   | Вроден порок             | Inherent Vice            |         |
| 2017   | Невидима нишка           | Phantom Thread           |         |
| 2021   | Лакрицова пица           | Licorice Pizza           |         |
| 2025   | One Battle After Another | One Battle After Another |         |